# Yolanda Germain
Yolanda Germain is een musicalactrice en balletlerares. Ze is onder andere bekend van haar vertolking van Eleanor Roosevelt en Ronnie Boylan in de musical Annie.

## Jeugd
Germain begon op haar 13de met een klassieke balletopleiding aan het Koninklijke Conservatorium in Den Haag. Al vanaf haar vierde levensjaar deed Germain aan ballet. Haar grootste droom was dan ook om ballerina te worden. Woonachtig in Groningen, moest Germain ondergebracht worden in een pleeggezin in Den Haag om naar het conservatorium te kunnen gaan. Naar haar opleiding aan het Koninklijk Conservatorium heeft Germain twee jaar bij het Scapino ballet gezeten. Gedurende haar deelname aan dit ballet werd het voor Germain steeds duidelijker dat de balletwereld haar niet beviel.
Toen ik de overstap maakte naar de showdans ging er een wereld voor mij open. Het was zo veel spontaner.
Germain komt uit een muzikale familie. Thuis hadden haar ouders een ware muziekkamer, met onder andere een drumstel. Van kleins af aan leerde Germain drummen. Allebei haar ouders waren muzikanten.

## Seksualiteit
Germain is een lesbische vrouw. Rond de eeuwwisseling waren er maar weinig homoseksuele vrouwen te vinden in de ballet- en musicalwereld. Ze doorbrak het stereotype beeld van hoe een lesbische vrouw er uit zou horen te zien, doordat zij er zogezegd juist "niet lesbisch uitzie[t]". Over zichzelf zegt Germain:
Ik ben een vrouw, een vrouwelijke vrouw.

## Werk
Yolanda Germain geeft balletles aan jonge kinderen. Ze is verbonden aan CKC & Partners, een cultureel collectief in Zoetermeer.
Germain verzorgde de choreografie voor TV-Show Kerst in de Jordaan, de musical 't Retro Schaep met de 5 Pooten en de kerstshow Als de kerstman komt in de Jordaan.

## Carrière
Germain heeft in meerdere musical gespeeld, waaronder:
- Jeans
- Funny Girl met Simone Kleinsma
- Simone & Friends, een solo-show van Simone Kleinsma
- Jesus Christ Superstar in België
- Madley Amsterdam
- My Fair Lady, het tweede seizoen
- Annie